# 三分山町
三分山町（さんぶやまちょう）は、愛知県豊田市の地名。2019年7月1日現在の人口は0人。

## 地理
豊田市の北東部にあり、旭地区（旧東加茂郡旭町の町域にほぼ相当する）に属する。2011年(平成23年)12月1日現在、人口、世帯数共に0である。北東で浅谷町、南で下切町、南西で下中町、北西で一色町と接する。地内は山林である。

## 歴史
現町域は浅谷地区と野原地区の境に位置する山林であり、往時より境界が定められずに入会地とされてきた。旧旭町制下において面積は浅谷に算入されながら、字などは設定されなかった。2005年、旭町の豊田市への編入に伴い、三分山入会地は三分山町という町名が設定され、正式に浅谷町から分離している。

## その他

### 日本郵便
- 郵便番号 : 444-2839[2]（集配局：旭郵便局[6]）。